# Krzyż Honorowy Reusski
Krzyż Honorowy Książęcy Reusski (niem. Fürstlich Reußisches Ehrenkreuz) – odznaczenie o randze orderu ustanowione 24 maja 1869 dla Księstwa Reuss-Gera, a od 1902 również dla Księstwa Reuss-Greiz.
Ustanowione zostało przez Henryka XIV von Reuss-Gera i nadawane za szczególnie lojalne zasługi oraz w uznaniu wybitnych osiągnięć.
Pierwotnie podzielony był na trzy klasy, w 1885 dodano IV klasę, srebrny medal zasługi, a także możliwość otrzymania dodatkowo korony do I klasy. W 1897 dodano złoty medal zasługi.
Od 1909 możliwe było otrzymanie wersji ze skrzyżowanymi mieczami podłożonymi pod krzyż (za zasługi bojowe), wersji z koroną u szczytu krzyża (jako specjalne wyróżnienie już dla wszystkich klas), a także dodatkowej klasy o randze pomiędzy I a II klasą – krzyża oficerskiego (można go było również otrzymać z koroną i/lub mieczami). W 1915, już podczas trwania I wojny światowej, książę Henryk XXVII dodał wojenną wstęgę (żółtą/złotą z czarno-czerwonymi paskami wzdłuż krawędzi).
Wszystkie klasy (oprócz krzyża oficerskiego) i stopnie noszone były na amarantowych wstęgach lub wstążkach przy nadaniach władcy Gery, a na niebieskich z amarantowymi brzegami przy nadaniach władcy Greiz.
Odznaka każdej z klas miała bazowy wygląd krzyża maltańskiego, ale każda klasa różniła się wyraźnie od innych różnymi dodatkami:
- I Klasa (I. Klasse) – emaliowany na biało krzyż ze złotymi promieniami, noszony na szyi (komandoria);
- Krzyż Oficerski (Offizierskreuz) – emaliowany na biało krzyż, noszony na piersi bez wstęgi ani wstążki;
- II Klasa (II. Klasse) – emaliowany na biało krzyż ze złotymi promieniami, noszony na piersi na wstążce;
- III Klasa (III. Klasse) – srebrny krzyż ze srebrnymi promieniami, noszony na piersi na wstążce;
- IV Klasa (IV. Klasse) – srebrny krzyż, noszony na piersi na wstążce;

oraz dodatkowo:
- Złoty Medal Zasługi (Goldene Verdienstmedaille) – okrągły, pozłacane srebro;
- Srebrny Medal Zasługi (Silberne Verdienstmedaille) – okrągły, srebrny.

Ponieważ każda z klas czy stopni mogły być nadane z koroną i mieczami, z koroną, z mieczami lub bez żadnych dodatkowych mieczy ani koron, na jednej z trzech rodzajów wstążek (oprócz krzyża oficerskiego noszonego bez wstążki), więc możliwych odmian mogło być w sumie 76, ale znanych jest tylko 38 wersji.